# Василик, Остап Дмитриевич
Остап Дмитриевич Василик (1 июля 1938 — 30 декабря 2004) — советский и украинский экономист, доктор экономических наук (с 1990 года), профессор (с 1995 года), главный редактор журнала «Финансы Украины», ректор Украинского государственного университета экономики и финансов (с 2003 года), Заслуженный деятель науки и техники Украины (с июня 1998 года).

## Биография
Родился 1 июля 1938 года в селе Сороки.
С июля 1955 года по октябрь 1958 года работал инспектором Тернопольского облфинуправления. С октября 1958 года по август 1961 года служил в Советской армии.
В 1961—1965 годах учился в Киевском институте народного хозяйства по специальности «Финансы и кредит».
С октября 1965 по декабрь 1968 года работал экономистом, старшим экономистом, заведующим отделом Тернопольского горфинотдела. С декабря 1968 по апрель 1984 года — аспирант, преподаватель, доцент кафедры финансов Киевского института народного хозяйства.
С апреля 1984 по декабрь 1992 года — заведующий отделом в Министерстве финансов Украины. С декабря 1992 года — заведующий кафедрой финансов, денежного обращения и кредитов Киевского университета имени Т. Г. Шевченко.
Кандидатская диссертация «Финансовые методы повышения эффективности грузового автомобильного транспорта» (1975), докторская диссертация «Территориальное финансовое планирование (суть, проблемы, пути решения)» при Всесоюзном заочном финансово-экономическом Институте Москвы (1990).
В 1995 году основал и был главным редактором ежемесячного научно-теоретического и информационно-практического журнала «Финансы Украины». В 1997 году издал первый в независимой Украине учебник по финансам.
С ноября 1994 по ноябрь 1998 года — научный консультант Президента Украины по вопросам финансовой политики в Администрации Президента Украины.
Умер 30 декабря 2004 года. Похоронен в Киеве на Байковом кладбище.

## Труды
- Государственный бюджет УССР. Москва, 1978 (соавтор);
- Государственный бюджет СССР. К., 1982;
- Сводный финансовый баланс. Москва, 1984;
- Самофинансирование союзной республики: Сущность, проблемы, пути решения. К., 1991 (соавтор);
- Державні фінанси України. К., 1997 (соавтор);
- Фінансове прогнозування: методи та моделі. — Київ: Знання, 1997 (соавтор);
- Фінанси: система моделей і прогнозів. — Київ: Четверта хвиля, 1998 (соавтор);
- Теорія фінансів: Підруч. К., 2001;
- Державні фінанси України: Підруч. К., 2003 (соавтор);
- Податкова система України. К., 2004.